# 고영남
고영남(高榮男, 본명: 진석모, 본명 한자: 陳錫模, 1935년 2월 22일 ~ 2003년 9월 17일)은 대한민국의 영화감독, 영화 편집감독, 영화 기획가, 영화제작자, 영화 각본가, 영화 각색가이다.

## 생애

### 이력
일제강점기 충청북도 중원군 수안보면(守安堡面) 출생이며 충청북도 중원군 충주읍에서 성장하였다. 1956년 국립극장 전속극단인 신협(新協)의 연구생이 되었다. 아트시네마의 대표이사와 공연윤리위원회 심의위원을 역임하였고, 아시아디지털대학 연극영화과 교수를 지냈다. 그의 첫째아들 진형태도 영화감독이다.

### 주요 경력
- 1950년 배구 선수로 활동하기 시작.
- 1956년 배구 선수를 단념.
- 1956년 연극배우 데뷔.
- 1959년 연극배우를 단념.
- 1959년 영화 《육체의 길》로 영화 조연출가 데뷔.
- 1961년 《5인의 해병》에서 조감독.
- 1964년 영화 《천안 삼거리》로 영화 조감독, 영화 편집감독 데뷔.
- 1964년 영화 《잃어버린 태양》으로 영화감독 데뷔.
- 1968년 영화 《심판》을 감독, 이 영화로 영화 각본가 데뷔.
- 1982년 영화 《사랑의 노예》를 감독, 이 영화로 영화 각색가 데뷔.
- 1988년 영화 《위험한 용기(부부)》를 감독,
- 1989년 영화 《제2의 성》를 감독.
- 1992년 영화 《아들과 연인》으로 영화 기획가, 영화제작자 데뷔.
- 1994년 영화 《무거운 새》를 기획.
- 2000년 영화 《그림일기》를 감독.

## 소속
- 前 Art Cinema 사장

## 학력
- 충청북도 충주고등학교 졸업
- 홍익대학교 국어국문학과 학사

## 수상
- 1989년 제13회 황금촬영상 감독상
- 1996년 한국예술문화단체총연합회 예술문화공로상(영화부문)